# Mariana Díaz-Oliva
Mariana Díaz-Oliva (født 11. marts 1976 i Buenos Aires, Argentina) er en tidligere professionel tennisspiller fra Argentina.
Mariana Díaz-Oliva højeste rangering på WTA single rangliste var som nummer 42, hvilket hun opnåede 9. juli 2001. I double er den bedste placering nummer 93, hvilket blev opnået 10. september 2001.